# Manos a la obra (telerrealidad)
Manos a la obra es un programa de telerrealidad colombiano, producido por 2&2 Producciones de E-nnovva para RCN Televisión en 2010. Es un proyecto con carácter social, dedicado a remodelar y reconstruir las escuelas de diferentes regiones de Colombia, es presentado por Andrés Sandoval, se estrenó el 20 de noviembre de 2010. 

## Sinopsis
Este ambicioso proyecto es presentado por el actor Andrés Sandoval, recordado por su personaje de Antonio en la serie Rosario Tijeras, quien junto con los reporteros: María Alejandra Cardona, Investigadora del programa ‘Especiales Pirry’ y el también actor Camilo Sáenz, trabajarán en equipos simultáneos realizando recorridos por la zonas que necesitan ser reconstruidas.
En cada uno de los sectores a los que llegue ‘Manos a la Obra’, habrá una Cuadrilla de Construcción conformada por expertos Arquitectos e Ingenieros, que trabajarán intensamente durante 15 días, enfrentándose a diferentes problemas que deberán solucionar en este lapso de tiempo. Finalizadas las dos semanas, se hará la entrega oficial de la escuela y un artista musical llegará de sorpresa al lugar a cantar y a acompañar a los niños en una tarde llena de emoción y sensibilidad.

## Equipo

### Presentador
- Andrés Sandoval

### Reporteros
- Maria Alejandra Cardona
- Camilo Sáenz

## Episodios
| Número | Descripción | Fecha de emisión    |
| ------ | --- | ------------------- |
| Ep. 1  | Estarán en el municipio de Cazucá, en Soacha, Cundinamarca, junto con la cantante y actriz Marbelle, llevándoles alegría a los niños de esta población. | Noviembre 20 - 2010 |
| Ep. 2  | En esta oportunidad, María Alejandra Cardona estará junto con el cantante JBalvin entregando la remodelación del Centro Educativo ‘Amigos de la Naturaleza’ del barrio Caracolí en Ciudad Bolívar. Una actividad que llenará de alegría a los jóvenes de este sector de la capital del país.                                                                            | Diciembre 04 - 2010 |
| Ep. 3  | En esta ocasión, Camilo Sáenz estará junto al equipo del programa remodelando la institución educativa ‘Escuela Julián Trujillo, Sede Pantaleón’ del corregimiento Toguasano, en Trujillo, Valle y contarán con la participación del cantante Junior Jein, quién hará entrega del lugar, llevando alegría a los niños este sector.                                      | Diciembre 11 - 2010 |
| Ep. 4  | En esta oportunidad, María Alejandra Cardona estará junto con el cantante Reykon entregando la remodelación de la Escuelita ‘Santa María de la Cruz’. Una actividad que alegrará los corazones de los jóvenes y de los padres de este sector en la ciudad de la Eterna Primavera.                                                                                       | Enero 08 - 2011     |
| Ep. 5  | En esta ocasión, Camilo Sáenz junto al Grupo Nevolution, serán los encargados de ir a la cabeza de la remodelación de la escuela del municipio de Buenavista en el Quindío y de brindarles un rato de esparcimiento y muchas sorpresas al grupo de jóvenes de esta localidad.                                                                                           | Enero 22 - 2011     |
| Ep. 6  | En este episodio, Camilo Sáenz será el encargado junto al cantante Nico Ruíz, de entregar la remodelación del Centro educativo ‘Mi casita bella’ y brindarles un rato lleno de alegría a un grupo de jóvenes de San Martín, Meta, quienes serán los grandes beneficiados.                                                                                               | Enero 29 - 2011     |
| Ep. 7  | Al Centro Educativo ‘Aujero’ de Riohacha, llegó ‘Manos a la Obra’, llevando sorpresas y alegrías para los niños guajiros de esta institución de la capital de la Guajira. En esta oportunidad, María Alejandra Cardona será quien conduzca este nuevo episodio. Además, el cantante de vallenato Luifer Cuello con sus mejores éxitos divertirá a todos los asistentes. | Febrero 05 - 2011   |
| Ep. 8  | |                     |
| Ep. 9  | |                     |
| Ep. 10 | |                     |